# Piotr Boutchkine
Piotr Dmitrievitch Boutchkine (russe : Пётр Дмитриевич Бучкин), né le 22 janvier 1886 (3 février dans le calendrier grégorien) à Sofronovo, dans le gouvernement de Tver, dans l'Empire russe, et mort le 21 janvier 1961 à Léningrad (Saint-Pétersbourg) est un artiste russe et soviétique, peintre, graphiste et pédagogue. Il a été professeur à l'Institut de peinture, de sculpture et d'architecture Ilia Répine et à l'Académie d'art et d'industrie Stieglitz, artiste émérite de la république socialiste fédérative soviétique de Russie et membre de l'Union des artistes de Leningrad (ru).

## Biographie
Piotr Boutchkine est né le 22 janvier 1886 (3 février dans le calendrier grégorien) dans le village de Sofronovo, dans le gouvernement de Tver. En 1891 sa famille emménage à Ouglitch, où il étudie pendant trois ans auprès du journaliste Piotr Kritski (ru). Il prend ses premières leçons de dessin auprès de peintres d'icônes locaux.
En 1899, il se rend à Saint-Pétersbourg, où il suit les cours de l'Académie d'art et d'industrie Stieglitz, auprès de N. A. Kochelev.
En 1904, Ivan Boutchkine entre à l'école supérieure d'art de l'Académie impériale des beaux-arts, où il a comme professeurs Vassili Mate et Vassili Savinski (ru). Il suit l'atelier de Vassili Mate. Il termine ces études en 1912, avec la qualité d'artiste plasticien et la capacité à enseigner dans les écoles d'art. En tant que pensionnaire de l'Académie, il visite l'Italie, la France l'Allemagne, l'Espagne et d'autres pays, entre 1912 et 1914.
Il commence à exposer en 1907. Il peint des portraits, des scènes de genre, des paysages, des illustrations de revues et de livres. Il travaille à l'aquarelle, au crayon et à la sanguine, au pastel, à l'eau-forte, à l'huile et à la tempera. Il devient membre de la Société des artistes Arkhip Kouïndji en 1914, et il est élu membre de la Société des aquarellistes russes en 1918 .
Après la révolution d'Octobre, Boutchkine sert entre 1918 et 1921 à l'état-major de la division des marins de la flotte de la Baltique. De 1921 à 1936, il dirige le département technique des éditions Radouga («Радуга») à Léningrad, et il illustre des livres pour des éditeurs de Léningrad et de Moscou. Il est membre de l'Union des artistes soviétiques de Léningrad (ru) à partir de 1932.
Entre 1936 et 1940, il enseigne à l'Institut de peinture, de sculpture et d'architecture Ilia Répine, avec le titre, à partir de 1937, de professeur à la chaire de dessin, puis à l'Académie d'art et d'industrie Stieglitz, alors appelée École Vera Moukhina. Il y dirige la chaire de peinture monumentale et décorative à deux reprises, de 1951 à 1955 et de 1962 à 1965.
En 1956, il est distingué par le titre d'artiste émérite de la république socialiste fédérative soviétique de Russie.
Il est l'auteur de souvenirs intitulés À propos de ce qui est dans la mémoire. Écrits d'un artiste («О том, что в памяти. Записки художника» - 1962).
Son portrait a été à différentes époques par des peintres, artistes graphistes ou sculpteurs de Leningrad, dont Igor Krestovski, (1956), Gueorgui Tatarnikov (ru) (1964), Semen Rotnitski (ru) (1963), D. P. Boutchkine (1971).
Piotr Boutchkine meurt à Léningrad, le 21 juin 1965. Il est enterré au cimetière Bogoslovskoïe.

## Œuvre
Dessinateur et portraitiste, Piotr Boutchkine maîtrise se consacre à un large éventail de thèmes picturaux, en privilégiant les scènes de genre, dont il varie les contenus.
On relève parmi ses œuvres Sur la Volga. Baigneuses («На Волге. Купальщицы» - 1922) et Portrait de femme («Портрет жены» - 1922), Campagne sous la neige («Деревня под снегом»      - 1929), Sentier d'automne («Осенняя путина» - 1931), Pain («Хлеб» - 1934), Portrait de l'artiste du peuple de l'URSS P. Z. Andreïev («Портрет народного артиста СССР П. З. Андреева» - 1935), Quel blé ! («Какова пшеница!» - 1936), Réunion en sous-sol («Подпольное собрание» - 1937), Mission aérienne («Задание на полёт» - 1938), Intervention de Lénine à la conférence d'avril («Выступление В. И. Ленина на Апрельской конференции» - 1939), Marins reçus par Kalinine en 1940 («Моряки на приёме у М. И. Калинина в 1940 году» - 1940), Sur l'aire à battre le grain («На молотильном току» - 1947), Récolte («Урожай» - 1951), Berger du kolkhoze («Колхозный пастушок» - 1951), Dans les champs en automne («На полевом стане осенью» - 1951), Portrait de femme («Портрет жены» - 1956), A. M. Gorki et F. I. Chaliapine («А. М. Горький и Ф. И. Шаляпин» - 1957), Fedor Ivanovitch Chaliapine («Фёдор Иванович Шаляпин» - 1957), Cultivateurs («Хлеборобы» - 1960), Portrait du peintre N. E. Timkov («Портрет художника Н. Е. Тимкова» - 1960), Portrait du sculpteur Igor Krestovski (ru), Appel de Kozma Minine au peuple russe («Обращение Козьмы Минина к русскому народу» - 1960), Portrait de l'actrice de cinéma A. Zavialova («Портрет киноактрисы А. Завьяловой» - 1960), Chanson («Песня» - 1961), Après l'opération («После операции» - 1964) «, Les retraités («Пенсионеры» - 1964).
Il est surtout connu par ses portraits d'acteurs culturels et artistiques. Il a peint sur le vif Vladimir Lénine et Fiodor Chaliapine. Ses œuvres ont été montrées après sa mort en France, entre 1989 et 1992, dans des expositions et des ventes de L'École de Leningrad. Elles sont conservées dans les collections du Musée Russe, de la galerie Tretiakov, d'autres musées de Russie et dans des collections privées en Russie, en Finlande, au Royaume-Uni, aux États-Unis ou en France.